# Titularerzbistum Damascus
Damascus (ital.: Damasco) ist ein Titularerzbistum der römisch-katholischen Kirche.
Es geht zurück auf ein früheres Bistum in der spätantiken römischen Provinz Phoenice im heutigen Syrien.
Damaskus ist heute die Hauptstadt des unabhängigen Staates Syrien.
| Titularerzbischöfe von Damascus |                               |                                                                                       |                    |                    |
| Nr.                             | Name                          | Amt                                                                                   | von                | bis                |
| 1                               | Decio Carafa                  | Kardinalpriester                                                                      | 17. Mai 1606       | 7. Mai 1613        |
| 2                               | Francesco Sacrati             | Kardinalpriester                                                                      | 5. November 1612   | 23. Mai 1622       |
| 3                               | Antonio de Sotomayor OP       |                                                                                       | 16. Juli 1632      | 3. September 1648  |
| 4                               | Bernardino Rocci              |                                                                                       | 9. April 1668      | 15. Juli 1675      |
| 5                               | Orazio Mattei                 |                                                                                       | 17. Juni 1675      | 30. September 1686 |
| 6                               | Sebastiano Antonio Tanara     | Apostolischer Nuntius in Deutschland, Österreich                                      | 28. April 1687     | 21. Mai 1696       |
| 7                               | Daniello Marco Delfino        |                                                                                       | 2. Januar 1696     | 15. September 1698 |
| 8                               | Antonio Felice Zondadari      |                                                                                       | 5. Dezember 1701   | 23. September 1715 |
| 9                               | Vincenzo Petra                |                                                                                       | 5. Oktober 1712    | 20. Dezember 1724  |
| 10                              | Francesco Antonio Finy        | emeritierter Bischof von Avellino-Frigento (Italien)                                  | 20. Dezember 1724  | 8. Mai 1728        |
| 11                              | Giuseppe Maria Feroni         |                                                                                       | 10. Mai 1728       | 10. Dezember 1753  |
| 12                              | Giovanni Carlo Molinari       | Apostolischer Nuntius in Brüssel                                                      | 14. Januar 1754    | 31. März 1763      |
| 13                              | Filippo Maria Pirelli         |                                                                                       | 4. Februar 1765    | 1. Dezember 1766   |
| 14                              | Bernardino Giraud             | Apostolischer Nuntius in Frankreich                                                   | 16. April 1767     | 15. Mai 1773       |
| 15                              | Marcantonio Conti             | emeritierter Bischof von Pesaro (Italien)                                             | 3. April 1775      | 25. Januar 1780    |
| 16                              | François de Pierre de Bernis  | Koadjutorerzbischof von Albi (Frankreich)                                             | 20. September 1784 | 2. November 1794   |
| 17                              | Emidio Ziucci                 |                                                                                       | 16. Dezember 1796  | 20. April 1802     |
| 18                              | Pietro Francesco Galeffi      | Kardinalpriester                                                                      | 31. August 1819    | 29. Mai 1820       |
| 19                              | Giuseppe della Porta          |                                                                                       | 19. April 1822     | 16. Mai 1823       |
| 20                              | Camillo Giovanni Rossi        | emeritierter Bischof von San Severo (Italien)                                         | 9. April 1827      | 16. Juli 1837      |
| 21                              | Domenico Lucciardi            | Kurienerzbischof                                                                      | 21. Dezember 1846  | 10. April 1851     |
| 22                              | Luigi Clementi                | Apostolischer Delegat in Zentralamerika, Mexiko                                       | 26. August 1851    | 21. Dezember 1863  |
| 23                              | Pier Francesco Meglia         | Apostolischer Nuntius in Mexiko, Deutschland, Frankreich                              | 22. September 1864 | 19. September 1879 |
| 24                              | Prosper Auguste Dusserre      | Koadjutorerzbischof von Algier Apostolischer Administrator von Constantine (Algerien) | 13. Februar 1880   | 26. November 1892  |
| 25                              | Serafino Cretoni              | Apostolischer Nuntius in Spanien                                                      | 16. Januar 1893    | 22. Juni 1896      |
| 26                              | John Joseph Keane             | emeritierter Bischof von Richmond (USA)                                               | 29. Januar 1897    | 24. Juli 1900      |
| 27                              | Angelo Giacinto Scapardini OP | Apostolischer Nuntius in Bolivien, Brasilien                                          | 23. September 1910 | 27. August 1921    |
| 28                              | Carlo Sica                    | emeritierter Bischof von Foligno (Italien)                                            | 21. November 1921  | 1939               |
| 29                              | Giuseppe Beltrami             | Apostolischer Nuntius in Guatemala, Ecuador Kolumbien, Libanon, Niederlande           | 20. Februar 1940   | 26. Juni 1967      |